# Bandera de la Administración Autónoma del Norte y Este de Siria
Se han utilizado varios símbolos diferentes en el tiempo para representar a las regiones dominadas por la Administración Autónoma del Norte y Este de Siria (en Árabe: الإدارة الذاتية لشمال وشرق سوريا).
La actual bandera de la Administración (Formalmente llamada Administración Autónoma Democrática del Norte y Este de Siria) consta de las palabras "Administración Autónoma" en árabe, rodeadas por siete estrellas rojas que representan las regiones del noreste de Siria, así como una rama de olivo y una espiga de trigo, dos cultivos típicos de la región. Alrededor de todos los símbolos están las palabras "Administración Autónoma del Norte y Este de Siria" escritas en árabe, Kurdo kurmanji, siríaco y turco, los idiomas que se hablan en la región. Los semicírculos azules y amarillos sobre los que se coloca todo el emblema representan el río Éufrates "manantial permanente" de la región. Finalmente el emblema está posicionado sobre un fondo blanco. 
Anteriormente a 2018, otras enseñas representaron a los territorios dominados por las Fuerzas Democráticas Sirias como la conocida Bandera de Rojava. Su diseño constaba de tres franjas horizontales (amarilla, roja y verde). Era la misma bandera que utilizaba la coalición política kurda Partido de la Unión Democrática.
Esta bandera de Rojava tiene un gran arraigo entre la etnia kurda, ya que es usada por el nacionalismo kurdo para representar a la región del Kurdistán suroccidental dentro del Gran Kurdistán. También es utilizada por civiles, activistas, milicianos y guerrilleros en el Kurdistán turco y Kurdistán iraní, entre las milicias que la utilizan están las YPS, y el Partido de los Trabajadores del Kurdistán (PKK).

## Otros símbolos comúnmente utilizados en el norte y este de Siria

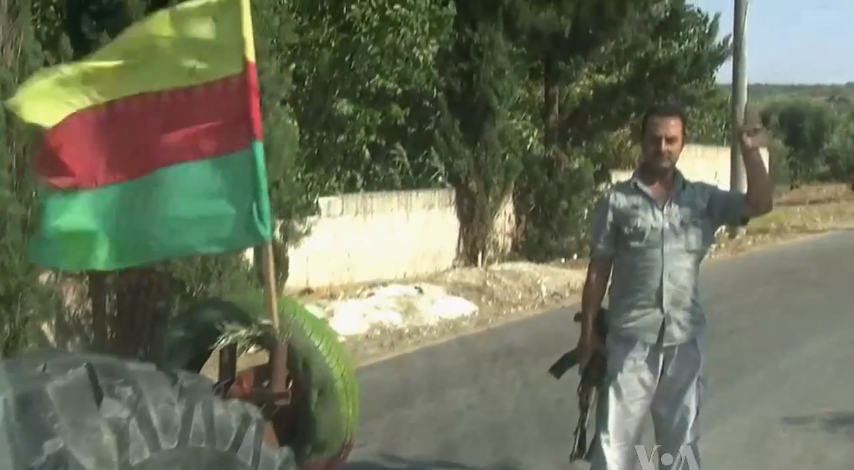
La bandera de Rojava ondeando en un puesto de control YPG en Afrin, 2012.

Bandera de Siria, oficializada en la región autónoma e izada en todos los edificios públicos a partir del 12 de diciembre de 2024.[1]
Bandera de la Administración Autónoma de 2018 a 2024 que fue oficial en todas las instituciones de la región, desde el 12 de diciembre de 2024 sigue siendo la bandera de facto de la Administración.
La bandera Tricolor de Rojava, adoptada alrededor de 2012, utilizada comúnmente por los kurdos en Siria.
Tricolor utilizado por Partido de la Unión Siria representando  pueblo sirio-asirio en  Norte y Este de Siria.[2]
La bandera kurda utilizada por partidos kurdos como la Alianza Nacional Kurda en Siria.
La bandera asiria utilizada por el Consejo Militar Sirio, los Guardias de Khabour y Nattoreh entre otros.[3][4]
Bandera aramea-siriaca utilizada por el Consejo Militar Sirio y algunos sirios-asirios en el norte de Siria.[5]

## Banderas subregionales
| Bandera | Región              | Diseño |
| ------- | ------------------- | --- |
|         | Región de Afrin     | El emblema de la región de Afrin en un campo amarillo. Idéntico a la variante bandera diplomática del norte de Siria, con el texto "Kantona Efrînê" (inglés: Afrin Canton) y la fecha "29.01.2014" (29 de enero de 2014) añadida. |
|         | Región de Jazira    | El emblema de la región de Jazira en un campo verde. El emblema parece implementar las 3 estrellas rojas de la Bandera de la Oposición Siria y elementos de la Bandera kurda.                                                     |
|         | Región del Éufrates | El emblema de la región del Éufrates en un campo rojo. Los elementos principales del emblema son un águila bicéfala y un sol. |